# チヤク
株式会社チヤクは、千葉県千葉市中央区問屋町3-2に本社を置いていた主に医薬品・医療機器の卸売りを扱う企業である。メディセオ・パルタックホールディングスの一社「クラヤ三星堂」（現・メディセオ）に吸収合併された。

## 概要
- 代表取締役社長 小池啓嗣
- 資本金 1億3,300万円

## 大株主
(2005年3月時点)
- クラヤ三星堂
- 武田薬品

## 沿革
- 1983年10月 -「株式会社国松」と「コイケ薬品株式会社」に合併し「株式会社チヤク」と商号変更。
- 2005年4月1日 - クラヤ三星堂の完全子会社になる。
- 2006年1月1日 - クラヤ三星堂に吸収合併され、解散。

## 営業圏域
千葉県・100%

## 営業所
千葉市・匝瑳市・佐原市・船橋市・柏市・松戸市・木更津市・いすみ市

## 主な取引メーカー
- 武田薬品工業
- 三共
- 明治製菓
- 大塚製薬
- 第一製薬